# Rogiera
Rogiera es un género con 30 especies de plantas perteneciente a la familia Rubiaceae.

## Especies seleccionadas
- Rogiera amoena
- Rogiera backhousii
- Rogiera brachistantha
- Rogiera brachystantha
- Rogiera breedlovei
- Rogiera chiapasensis